# Harutaeographa stenoptera
Harutaeographa stenoptera är en fjärilsart som beskrevs av Otto Staudinger 1892. Arten placeras i släktet Harutaeographa och familjen nattflyn. Arten förekommer i sydöstra Sibirien, Amur, Ussuri och Primorje i Ryssland och vidare i Korea och Shaanxi i Kina.